# Букино (Кемеровская область)
Букино — село в Новокузнецком районе Кемеровской области. Входит в состав Сосновского сельского поселения.

## История
Список населённых мест Томской губернии упоминает деревню Букину с 312 жителями и православной часовней.

## География
Центральная часть населённого пункта расположена на высоте 204 метров над уровнем моря.

## Население
По данным Всероссийской переписи населения 2010 года, в селе Букино проживает 96 человек (49 мужчин, 47 женщин).